# NGC 6215A
NGC 6215A في الفهرس العام الجديد، هي مجرة، تقع في كوكبة المجمرة. اكتشفت بواسطة جون هيرشل.

## روابط خارجية
- NGC 6215A على موقع ويكي سكاي: DSS2, SDSS, GALEX, IRAS, Hydrogen α, X-Ray, Astrophoto, Sky Map, Articles and images